# Gregor Schneider
Pour les articles homonymes, voir Schneider.
Gregor Schneider, né en 1969 à Rheydt, Allemagne, est un sculpteur allemand.
Longtemps considéré comme un des artistes contemporains les plus hermétiques, il bénéficie d'une véritable reconnaissance en 2001 avec l'attribution, le 9 juin, du Lion d'or la meilleure participation nationale à la Biennale de Venise lorsqu'il a, avec son œuvre  Totes Haus u r , réalisé le pavillon allemand.

## Totes Haus u r
Dans cette œuvre en constante évolution depuis 1986, il transforme l’univers domestique en un espace inquiétant, labyrinthe claustrophobique qui désoriente les rares visiteurs admis, un par un.
Il s'agit de la maison qu'il a héritée de son père. L'artiste en a chassé tous les éléments de confort pour en faire une sorte de demeure en perpétuelle mutation. Les murs recouvrent d'autres murs, certaines pièces tournent sur elle-même, d'autres sont isolées à l'aide de plomb.
Tout ce dispositif court-circuite le sens de l'orientation et provoque un sentiment d'isolement d'une grande intensité. 

## Cube Hambourg 2007

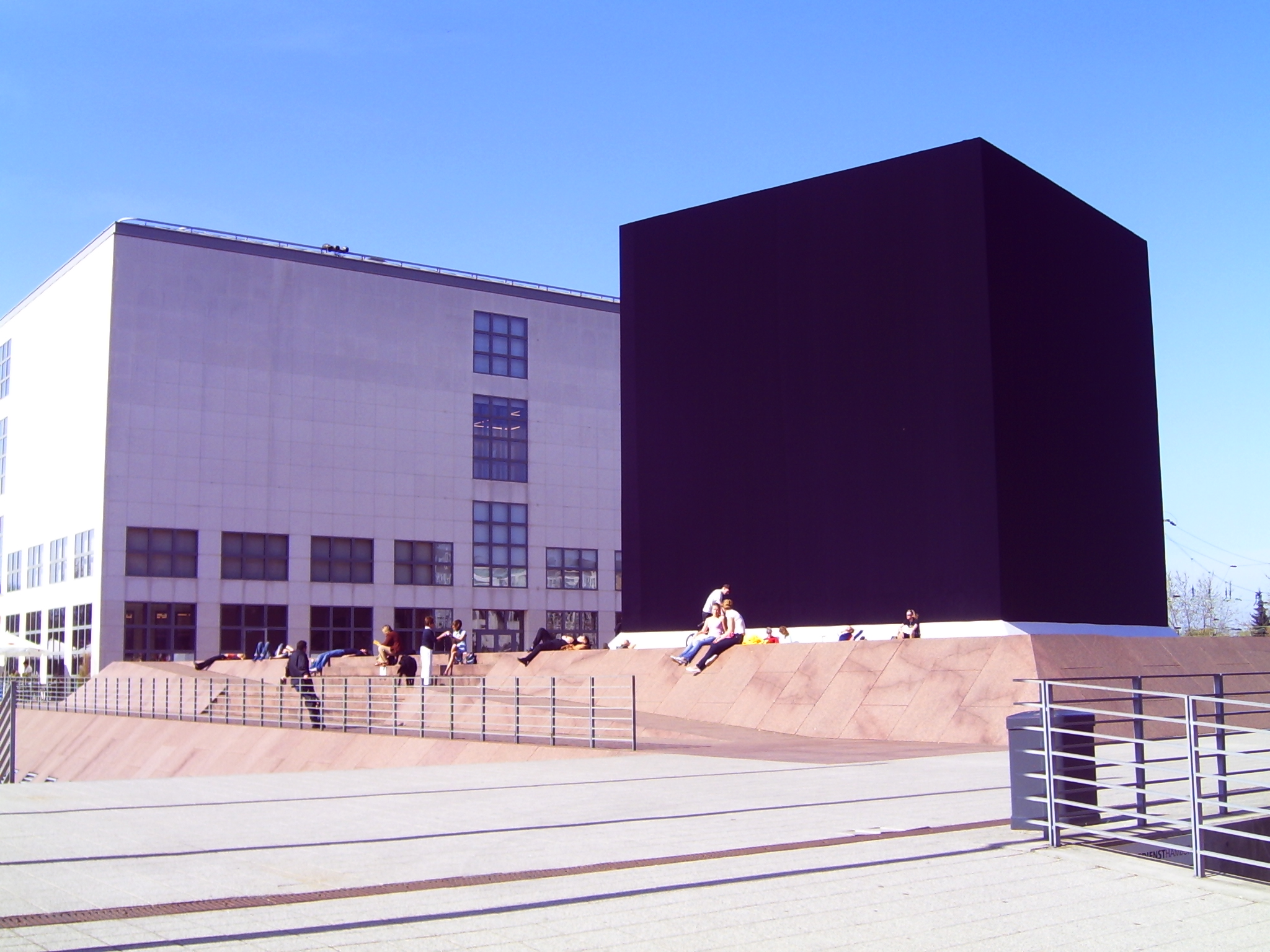
Cube, Hambourg

En 2007, une de ses installations fit beaucoup parler d'elle : le Cube Hambourg 2007. De mars à juin 2007, le Centre artistique de Hambourg présentait une exposition sur le thème clé de la peinture abstraite ; Gregor Schneider y proposa un cube de 13 m de côté présentant les mêmes dimensions que la Ka'ba à La Mecque ; le cube est, exactement comme le lieu le plus sacré de l'Islam, enveloppé d'un grand tissu noir à l'aspect velours et se trouve orienté de la même façon que la Ka'ba.
Prévue initialement pour être érigée en plein milieu de la Place Saint-Marc, lors de la cinquantième Biennale de Venise en 2003, l'installation avait été interdite en raison de son caractère politique. Envisagée ensuite à Berlin en 2006, les polémiques sur la tolérance et la liberté d'expression dans l'art et l'éventuelle blessure des sentiments religieux des musulmans empêcha sa réalisation.
Lors de sa présentation en février 2007 à Hambourg, le cube a été favorablement accueilli par les musulmans locaux, et a été même plébiscité par la communauté musulmane en tant que projet qui favorise la compréhension entre les peuples.